# Arne Dahl: Europa blues
Arne Dahl: Europa Blues, es una miniserie sueca transmitida el 14 de marzo del 2012 y dirigida por Niklas Ohlson y Mattias Ohlsson. Es la tercera miniserie y la quinta parte de la franquicia de Arne Dahl.
La miniserie es una adaptación a la pantalla de la novela "Arne Dahl: Europa Blues" del autor sueco Jan Arnald, quien en ocasiones firma bajo el seudónimo de "Arne Dahl" publicada en el 2001.
La miniserie es precedida por Arne Dahl: De största vatten y sucedida por la miniserie Arne Dahl: En midsommarnattsdröm.

## Historia
La tranquilidad de una noche de verano se rompe después de que Leonard Sheinkman, un neurólogo judío es encontrado colgado de lo pies por encima de una tumba en un cementerio judío de Estocolmo, mientras un coche está esperando fuera de una instalación de refugiados en Vresta con el motor en marcha. 
Unos minutos más tarde, cinco jóvenes intentan realizar un escape peligroso a un destino lejano de un albergue al ser explotadas como prostitutas, pero una no se va del país. A la mañana siguiente un empleado del zoológico hace un descubrimiento macabro en el recinto del wolverine en Skansen cuando encuentra un cuerpo medio comido. Pronto el equipo especial conocido como "Grupo A" es llamado a los tres crímenes para resolverlos.
Mientras tanto la inspectora Jenny Hultin lucha por encontrar recursos para el equipo y lucha contra los recortes presupuestarios que significarían que puede perder a la mitad de los integrantes del grupo. Por lo que les exige a su equipo encontrar a los responsables para que los jefes vean que su trabajo es efectivo.
Por otro lado y lejos del trabajo, el oficial Arto Soderstedt sintiéndose estresado por criar a cinco hijos descubre que ha heredado tres millones de coronas suecas de un tío lejano, las cosas se ponen tensas cuando su esposa hace planes para comprar una casa de vacaciones. 
El oficial Paul Hjelm, se encuentra tan ocupado leyendo los diarios de guerra de Sheinkman para la investigación que no le da tiempo de arreglar las cosas con su esposa, Cilla.
En búsqueda de pistas potenciales que los ayuden a resolver el crimen de Sheinkman, Arto es enviado a Italia donde se encuentra con un peligroso jefe de la mafia, pronto se encuentra en Alemania siguiendo pistas de los diarios del doctor, mientras trata de descubrir el misterio de la herencia que acaba de recibir.

## Personajes

### Personajes principales
| Actor             | Personaje       | Ocupación                                   | Episodios | Duración |
| ----------------- | --------------- | ------------------------------------------- | --------- | -------- |
| Shanti Roney      | Paul Hjelm      | Detective de la Unidad Especial "Grupo A"   | 2         | 2012     |
| Matias Varela     | Jorge Chavez    | Detective de la Unidad Especial "Grupo A"   | 2         | 2012     |
| Malin Arvidsson   | Kerstin Holm    | Detective de la Unidad Especial "Grupo A"   | 2         | 2012     |
| Magnus Samuelsson | Gunnar Nyberg   | Detective de la Unidad Especial "Grupo A"   | 2         | 2012     |
| Claes Ljungmark   | Viggo Norlander | Detective de la Unidad Especial "Grupo A"   | 2         | 2012     |
| Niklas Åkerfelt   | Arto Söderstedt | Detective de la Unidad Especial "Grupo A"   | 2         | 2012     |
| Vera Vitali       | Sara Svenhagen  | Detective de la Unidad Especial "Grupo A"   | 2         | 2012     |
| Irene Lindh       | Jenny Hultin    | Inspectora en Jefe de la Unidad / Detective | 2         | 2012     |

### Personajes secundarios
| Actor               | Personaje          | Ocupación                           | Episodios | Duración |
| ------------------- | ------------------ | ----------------------------------- | --------- | -------- |
| Bruno Bilotta       | Andretti           | -                                   | 2         | 2012     |
| Ida Engvoll         | Dyta               | -                                   | 2         | 2012     |
| Frida Hallgren      | Cilla Hjelm        | -                                   | 2         | 2012     |
| Karin Bergquist     | Ludmila            | -                                   | 2         | 2012     |
| Robin Keller        | Mezzerani          | -                                   | 2         | 2012     |
| Mats Blomgren       | Dan Mörner         | -                                   | 2         | 2012     |
| Leonard Terfelt     | Rune Nilsson       | -                                   | 2         | 2012     |
| Naida Ragimova      | Reina              | -                                   | 2         | 2012     |
| Jan Mybrand         | Harald Scheinkman  | -                                   | 2         | 2012     |
| Katharina Bothén    | Miriam Scheinkman  | -                                   | 2         | 2012     |
| Anu Sinisalo        | Anja Söderstedt    | -                                   | 2         | 2012     |
| Pascal Andersson    | Anders Holm        | -                                   | 1         | 2012     |
| Tatjana Jegoroskina | Anna               | -                                   | 1         | 2012     |
| Sanna Mari Patjas   | Astrid Olofsson    | -                                   | 1         | 2012     |
| Peter Prager        | Herschel           | -                                   | 1         | 2012     |
| Amanda Kokki        | Charlotte          | -                                   | 1         | 2012     |
| Harald Lönnbro      | Fahlén             | -                                   | 1         | 2012     |
| Helena Thornqvist   | Magda              | -                                   | 1         | 2012     |
| Francesco De Vito   | Marconi            | -                                   | 1         | 2012     |
| Bisse Unger         | Danne Hjelm        | -                                   | 1         | 2012     |
| Ebba Ribbing        | Tova Hjelm         | -                                   | 1         | 2012     |
| Alexandra Chalupa   | Irina              | -                                   | 1         | 2012     |
| Helena Nizic        | Bodil Klang        | -                                   | 1         | 2012     |
| Henrik Lundström    | Manne              | -                                   | 1         | 2012     |
| Venantino Venantini | Spinelli           | -                                   | 1         | 2012     |
| Fredrik Ohlsson     | Leonard Scheinkman | Neurocientífico                     | 1         | 2012     |
| Claes Hartelius     | Brynolf Svenhagen  | -                                   | 1         | 2012     |
| Emilia Remes        | Linda Söderstedt   | -                                   | 1         | 2012     |
| Karolina Magnell    | Mikaela Söderstedt | -                                   | 1         | 2012     |
| Jesper Arrhenius    | Peter Söderstedt   | -                                   | 1         | 2012     |
| Colin Granström     | Stefan Söderstedt  | -                                   | 1         | 2012     |
| Alina Karmazina     | Vita               | -                                   | 1         | 2012     |
| Mats Andersson      | Yitzak             | -                                   | 1         | 2012     |
| Dmitry Brauer       | Shady              | -                                   | 1         | 2012     |
| César Sarachu       | Aram Razai         | Limpiador                           | 1         | 2012     |
| Anne-Li Norberg     | -                  | Florista                            | 1         | 2012     |
| Thomas Hedengran    | -                  | Jefe de Policía                     | 1         | 2012     |
| Max Lapitskij       | -                  | Oficial de Seguridad de la Frontera | 1         | 2012     |
| David Lenneman      | -                  | Corredor                            | 1         | 2012     |
| Marianne Sand       | -                  | Recepcionista                       | 1         | 2012     |
| Rolf Nilsson        | -                  | Asesino Nazi                        | 1         | 2012     |

## Episodios
La miniserie estuvo conformada por dos episodios.

## Producción
La miniserie fue dirigida por Niklas Ohlson y Mattias Ohlsson, escritos por Cilla Börjlind y Rolf Börjlind (en el guion), basados en la novela de Arne Dahl. Contó con la participación de los productores Martin Cronström y Ulf Synnerholm, en apoyo de los productores ejecutivos Klaus Bassiner, Lars Blomgren, Gunnar Carlsson, Wolfgang Feindt, Lena Haugaard, Lone Korslund, Åke Lundström, Peter Nadermann, Henrik Zein y Gian Paolo Varani (en Italia); el productor de posproducción Peter Bengtsson, la productora asociada Sigrid Strohmann y el asistente de productor Malini Ahlberg.	
La música estuvo a cargo de Niko Röhlcke.
La combinación de los dos episodios tuvo una duración de 3 horas y fueron transmitidas el 14 de marzo del 2012.
En la miniserie participaron las compañías de producción "Filmlance International AB" y "Mouse Film". Fue distribuida por "Film1" en el 2012 en la televisión limitada en los Países Bajos, por "Filmlance International AB" por DVD en Suecia y por "Yleisradio (YLE)" a través de la teelvisión en Finlandia. Otra compañía que participó fue "Mouse Films" (servicios de producción) en Italia.

### Emisión en otros países
| País      | Título | Fecha de Estreno       |
| --------- | ------ | ---------------------- |
| Alemania  | -      | 2 de marzo de 2012     |
| Finlandia | -      | 2 de diciembre de 2012 |